# Stylist (foglalkozás)
A stylist (magyar átírásban sztájliszt) egy foglalkozás. Magyar megfelelője a stílustanácsadó. Bár az angol  styling szó dizájnerek tevékenységére is utalhat, a stylist tevékenységének lényege nem a tervezés, hanem a szaktanácsadás.
A stylist – magyarul divattanácsadó, vagy stílustanácsadó, arculattervező – elsősorban az öltözködésben, megjelenésben ad tanácsot: az alkalom és a megrendelő igényének figyelembe vételével segít kiválasztani a legmegfelelőbb ruhamodellt, színt, alapanyagot, kellékeket, kiegészítőket. A szakma elsajátításához fontos a jó kézügyesség, az alapfokú tájékozottság a használt anyagokkal, színekkel, a divatvilággal kapcsolatban, illetve a jó kommunikáció. Stylistok gyakran dolgoznak divatbemutatókon, filmforgatásokon, divatfotózásokon, de a televíziós szereplők ruhatárát, kiegészítőit is ők választják ki, hangolják össze.
A stylist szolgáltatás már a magyar FEOR-ba is bekerült: a FEOR–08 2723 Iparművész, gyártmány- és ruhatervező foglalkozáson belül említik, mint betölthető munkakört.

## A személyi stylist
Magyarországon a 2000-es évek elejétől terjedt el a személyi stylist  megnevezés, amelyet gyakran egyszerűen stylistként említenek. 
A személyes stylist fő tevékenységei:
- Gardrób audit - a megrendelő meglevő ruhatárának véleményezése
- Vásárlási tanácsadás, beleértve a ruházat, a kiegészítők, a kozmetikumok, táskák, ékszerek kiválasztását.

## A hair stylist
A stylist tevékenysége esetenként a hajviseletre koncentrál. A hair stylist voltaképpen magas színvonalú fodrászati szolgáltatást nyújt.

## A food stylist
A food stylist feladata a séf, szakács által elkészített étel bemutatása oly módon, hogy az a legelőnyösebb képet mutassa: az adott étel látványa – ételek elrendezése, színei, anyagai stb. – alapján, a szemlélő annak megkóstolására vágyakozzon. Ez a szolgáltatás hazánkban például szakácskönyvek, konyhai munkával kapcsolatos magazinok fényképezésekor, televíziós főzőműsorok forgatásakor egyre gyakoribb.

## Képzettségi fokok
A stylist szakképzettség a Textiltervezési alapképzés szakon (BA) szerezhető meg. A képzésen részvétel feltétele az érettségi. A képzési idő 6 félév, a szakmai gyakorlat legalább 6 hét egybefüggően.
Alacsonyabb színtű képzettség a divat- és stílustervező tanfolyamon (OKJ 54 211 02) érhető el, amely emelt szintű (technikusi) szakképesítés. A tanfolyam elvégzését követően lehetőség van jelmeztervezőnek (OKJ 55 211 05) továbbtanulni.